# The Rake's Progress
La Carrière du libertin
Airs
- No Word from Tom — Acte I

The Rake's Progress (La Carrière du libertin) est un opéra en trois actes composé par Igor Stravinsky entre 1948 et 1951 sur un livret de Wystan Hugh Auden et Chester Kallman, inspiré en partie de la série de huit peintures A Rake's Progress de William Hogarth, créé en 1951 à Venise.

## Historique
Le compositeur conçoit l'idée préliminaire de l'opéra en 1947 lors d'une exposition de William Hogarth à Chicago. Il y voit des gravures qui expose la vie d'un libertin, A Rake's Progress. Le livret est écrit à quatre mains entre le compositeur et W. H. Auden, qu'il fait venir chez lui et l'implique dans le projet, car « [c]'est un des rares moralistes dont je peux supporter le ton ». Le nom des personnages, conformément à la tradition anglaise, correspondent à leur rôle dans l'intrigue : Tom Rakewell est le libertin, Ann Truelove l'amoureuse, Nick Shadow, le diable, etc. La composition de la partition dure quatre années, en 1948 et 1951, et cet opéra est le plus abouti de la production du compositeur russe ainsi que la fin en grande pompe de sa période néo-classique.
La création a lieu le 11 septembre 1951 à La Fenice de Venise sous la direction du compositeur, avec, à la demande de Stravinsky, Elisabeth Schwarzkopf dans le rôle d'Anne Trulove (Robert Rounseville et Jennie Tourel personnifiant respectivement Tom Rakewell et Baba la turque). Le public réserve un accueil enthousiaste à l'opéra lors de sa création, bien que la critique professionnelle soit plus mitigée. Cette dernière lui reproche notamment la facilité de sa composition, rejetant les recherches de la modernité, jugeant l'ouvrage comme étant un pastiche de ceux de Mozart. Par la suite, le compositeur explique effectivement que son opéra est un ouvrage classique, faisant écho à l'époque dans lequel se passe l'action. En somme, l'opéra cristallise la volonté du compositeur de s'émanciper du cadre qu'il avait créé au long de sa carrière, pour explorer d'autres horizons et s'amuser.
L'opéra est monté en France en version française le 18 juin 1953 à Paris, salle Favart pour son entrée au répertoire de l'Opéra de Paris, adapté et traduit par André de Badet. L'ouvrage est ensuite monté l'Opéra de Paris, au Palais Garnier, dans sa version originale en anglais le 3 mars 2008, dans une mise en scène d'Olivier Py, sous la direction de Edward Gardner,,. Deux reprises de cette production, ont eu lieu, en 2013 puis en 2024. D'autres représentations ont été organisées en France, parmi lesquelles ont peut citer une production d'’André Engel et Nicky Rieti en 2007 au Théâtre des Champs-Elysées et la récente production de Simon McBurney au festival d'Aix-en-Provence, l'été 2017.

## Description
The Rake's Progress est un opéra en anglais en trois actes d'une durée d'un peu plus de deux heures.

### Personnages
- Trulove, basse
- Anne, sa fille, soprano
- Tom Rakewell, son soupirant, ténor
- Nick Shadow, baryton
- Mother Goose, tenancière de maison, mezzo-soprano
- Baba la turque, femme à barbe dans un cirque, mezzo-soprano
- Sellem, commissaire-priseur, ténor
- le gardien de l'asile, basse
- prostituées et mauvais garçons, domestiques, citadins, aliénés, chœur

## Argument
L'histoire se déroule dans l'Angleterre du XVIIIe siècle.

### Premier acte
Scène 1 : Le jardin de la maison de Trulove, au printemps.
Le jeune Tom Rakewell, gentilhomme impécunieux, est épris d’Anne Trulove. Le père de la jeune fille, propriétaire foncier, souhaite sincèrement le bonheur du jeune couple, mais il met secrètement en doute la force de caractère de Tom. Il estime ses soupçons fondés lorsque Tom refuse un emploi stable à la Cité. Tom s’en remet plus volontiers à la fortune, en faisant un vœu "Je voudrais être riche". Un étranger, qui se présente sous le nom de Nick Shadow, arrive alors soudainement en annonçant le décès d’un oncle inconnu de Tom, qui lui aurait légué tous ses biens. Tom doit le suivre pour liquider cette succession. Shadow se propose comme serviteur et guide à travers les vicissitudes de la vie. La question de ses gages sera réglée en temps opportun – un an et un jour plus tard. Tom le rétribuera en fonction de la valeur à laquelle il aura estimé ses services. Tom prend congé d’Anne et de son père. Shadow, se tournant vers le public, clame "The progress of a Rake begin".
Scène 2 : Le bordel de Mother Goose.
Shadow familiarise Tom avec les avantages de sa nouvelle prospérité. Bruyamment soutenu par des prostituées et de jeunes noceurs, Tom répète le catéchisme de son nouveau credo. Affublée du titre de Lady Bishop, Mother Goose préside la cérémonie. Le néophyte donne satisfaction jusqu’à la question de son amour nostalgique pour Anne, et du regret de son bonheur d’antan. Mother Goose l’incite à boire davantage, et les remords s’évanouissent. Les filles de joie l’aideraient de tout cœur à dissiper son chagrin ; mais Mother Goose, en tant que doyenne du lieu, réclame le jeune homme pour elle seule.
Scène 3 : Le jardin de Trulove en hiver.
Les mois ont passé et Anne est sans nouvelles de Tom. Elle pense qu’il a besoin d’elle et part à sa recherche.

### Deuxième acte
Scène 1 : Chez Tom.
Blasé, déçu, Tom cherche désespérément le bonheur. Shadow lui propose d'épouser Baba la Turque, la nouvelle sensation de la foire de St-Gilles ; il soutient que l’on ne peut être heureux qu’en agissant librement, et que, pour être libre, il faut défier la tyrannie du désir et du devoir. Baba, la femme à barbe, représente l’antithèse du désir ; il ne lui devra rien. Elle est l’agent tout désigné de son bonheur. Tom se laisse convaincre par Shadow. Il courtise Baba et obtient sa main.
Scène 2 : À Londres.
Anne trouve Tom, qu’elle voit arriver de loin. Elle le salue, mais il la prie de retourner chez elle et de l’oublier. Londres ne convient pas à sa bonté, à sa vertu. Anne proteste de son amour pour Tom et le quitte, écrasée de honte en apprenant que l’impatiente attendant Rakewell est Baba la Turque, devenue son épouse. Tom guide Baba la Turque, voilée, devant les citadins qui se pressent et supplient Baba de se laisser entrevoir. Sur les instances de cette foule, elle se dévoile.
Scène 3 : Chez Tom.
Baba prend son petit déjeuner avec Tom. Elle énumère les cadeaux reçus de ses innombrables admirateurs au cours de ses tournées triomphales à travers l’Europe. Tom l’exaspère par sa lassitude et son indifférence. Baba l’accuse d’être toujours épris d'Anne ; elle écume de rage et de jalousie. Tom étouffe ses plaintes ; puis il retombe dans le sommeil, ultime refuge devant l’ennui. Sur ces entrefaites, Shadow introduit chez lui une machine truquée, supposée transformer des pierres en pain. Tom se réveille et raconte à Shadow qu’il vient de rêver à ce genre de machine. Loin de se rendre compte que c’est un attrape-nigaud, il voit en elle le moyen d'enrayer la pauvreté et de faire le bonheur des indigents. Par cette bonne action, il espère redevenir digne de l’amour d’Anne. Il se propose de consacrer toute son énergie à collecter des fonds pour cette entreprise.

### Troisième acte
Scène 1 : Chez Tom.
L’escroquerie de Tom a émergé au grand jour, provoquant sa ruine en même temps que celle d’innocents qui ont investi dans son projet. Des citadins alléchés se pressent pour assister à la vente aux enchères de ses biens. Anne est arrivée, soucieuse d’avoir des nouvelles de Tom ; mais personne ne peut lui dire où il se trouve. Sellem, le commissaire-priseur, donne le coup d’envoi à la vente. Les enchères flambent, et sont portées à leur paroxysme lorsque Sellem offre un objet mystérieux : c’est Baba recouverte de la toile que Tom lui avait mis pour la faire taire. Elle se rue aussitôt à la défense de ses biens, inconsciente du temps écoulé depuis que Tom l’a réduite au silence. On entend Tom et Nick chanter des quolibets à l’adresse de Baba. Anne revient au son de ces voix. Baba vient la voir et lui confie que Tom l'aime toujours, et que seul son amour peut encore le sauver. Anne se précipite à la recherche de Tom. Baba retourne exercer à la foire.
Scène 2 : Un cimetière.
Un an et un jour se sont écoulés depuis que Shadow est entré au service de Tom ; et le voici qui réclame sa rétribution : l’âme de Tom. Une tombe est ouverte, fraîchement creusée. Shadow commence par offrir à Tom le choix de sa mort : par le poison, le fer, la corde ou le feu. Puis il lui propose de s’en remettre aux cartes pour décider de son sort. Shadow se dispose à tricher. Mais le souvenir d’Anne inspire Tom avec bonheur ; et il gagne le jeu. Furieux de voir que son astuce a été déjouée et que l’âme de Tom lui échappe, Shadow se venge en le frappant de folie.
Scène 3 : Un asile d’aliénés.
Tom est enfermé dans un asile d’aliénés où il se croit Adonis. Anne lui rend visite ; il la prend pour Vénus, qu’il n’a cessé de chercher. Il lui demande pardon pour avoir si longtemps dédaigné son amour. Elle le réconforte et le borde en lui chantant une berceuse. Son amour n’a pas fléchi. Seulement, elle se rend compte que ce n’est plus elle mais bien Vénus que Tom convoite désormais ; aussi consent-elle tristement à rentrer chez elle avec son père. Tom se réveille et s’aperçoit que Vénus est partie. Son cœur se brise de désespoir. Les fous se lamentent sur la perte d’Adonis, l’amant de Vénus.